# Chiesa di Santa Restituta (Sora)
La chiesa di Santa Restituta, edificio religioso di Sora, è dedicata alla venerazione di santa Restituta patrona della città. La chiesa ha origini antiche, sebbene l'edificio attuale sia stato realizzato il secolo scorso, dopo la distruzione di quello precedente di epoca barocca a causa del terremoto del 1915 che devastò l'abitato sorano.

## Origini storiche
L'antico edificio di culto, che ha sempre custodito le spoglie della Santa, durante il decorso storico millenario ha di fatto subito le stesse sorti che hanno funestato la città di Sora a causa di invasioni di eserciti ostili, distruzioni belliche, devastazioni predatorie ed eventi calamitosi. Probabilmente l'antico edificio fu distrutto assieme alla città già nel 937 per mano degli Ungari.
Sebbene l’impianto originario sia più antico, notizie storiche certe dell'edificio di culto risalgono al 1113 e 1156 quando la città e conseguentemente anche la chiesa di S. Restituta furono devastate in entrambe le circostanze da rovinosi incendi.
Ancora nel 1229 la città fu distrutta ad opera di Federico II, per non essersi sottomessa al potere del sovrano, e con essa anche la chiesa di S. Restituta che, tuttavia, fu ricostruita insieme alle altre chiese sorane per volontà dello stesso Federico con disposizione testamentaria.
La chiesa, descritta dal preposto don Bernardino Pisani il 2 giugno 1508 era dotata di una cripta "dove era la finestrella che chiudeva la sepoltura della Santa". 
Il 29 ottobre 1594, il vescovo Marco Antonio Salomone, relaziona che nell'edificio di culto vi erano dodici altari, il fonte battesimale, i sepolcri scavati nella chiesa e la sacrestia.
Il vescovo Girolamo Giovannelli il 26 novembre 1609 descrisse la chiesa a tre navate, con l’altare maggiore e i sedili lignei del coro. Vi era la cripta con tre altari e vi erano deposti il corpo della Santa, sebbene il luogo fosse stato riempito di terra.
La chiesa medioevale dedicata alla Santa di impianto gotico fu nuovamente distrutta dal terremoto del 24 luglio 1654 ed il progetto per la nuova fabbrica fu affidato all’architetto Giovanni Battista Rodoli, all’epoca al servizio, per altri lavori, del duca Boncompagni.
Il nuovo imponente edificio sacro, i cui lavori di ricostruzione si protrassero per lunghi anni, fu realizzato sopra i vecchi muri sopravvissuti al terremoto, privato della cripta e realizzato ad un’unica campata in puro stile barocco sulla quale affacciavano cinque cappelle sul lato destro e quattro su quello sinistro il tutto disposto su un asse di orientamento Est-Ovest.
Una descrizione del 1683 indicava che il coro di forma ottagonale e il presbiterio erano sollevati di tre gradini rispetto al piano dell’aula. 
Le pareti interne tutte imbiancate erano inoltre decorate con un “magnifico” cornicione sostenuto da paraste con capitelli, mentre la volta era decorata con stucchi ad opera dell’architetto Francesco Campioni.
La facciata di allora, come pure le pareti esterne laterali, risultavano realizzate in pietra squadrata grezza.
L’accesso principale, lato ovest, si apriva sulla piazza prospiciente. Le altre due porte di accesso si aprivano ai lati della chiesa rispettivamente a nord immettendo sulla via principale, a sud sulla piazza denominata Orto dei Santi.
La semplice facciata quadrangolare - dall’aspetto austero di un palazzo nobiliare barocco – era dotata di un semplice cornicione aggettante con sovrastante cimasa con i simboli della santa. Organizzata su tre registri, di cui quello inferiore presentava una superficie in pietra viva in blocchi regolari. Vi era collocato un elegante portale lapideo strombato di origine gotico-romanico, a fasci di quattro colonnine con capitelli sormontati da un arco a tutto sesto, decorato nelle due nervature centrali da motivi floreali.
Immediatamente al di sopra del portale, era collocato un balcone monumentale il cui parapetto era fornito di balaustre e spesso corrimano lapideo. 
Il vano finestrato risultava incorniciato da una ricca fascia modanata, con volute alla base che si raccordavano al corrimano. Sopra il finestrone, in aderenza con la cornice, era collocata una mensola protettiva con sovrastante cimasa.
A destra e a sinistra della grande porta finestra centrale erano posti i quadranti circolari di due grandi orologi che scandivano rispettivamente le ore e i minuti.
La facciata in corrispondenza del registro superiore era dotata di tre grandi finestroni ad archi ribassati incorniciati da fasce modanate.
“Nel 1703 fu descritto il campanile, costruito con pietre quadrate e col culmine in forma di piramide, sormontato da un globo sul quale era posta una croce”.
Nel 1742 i lavori non erano ancora stati completati, tuttavia la chiesa era stata dotata di un organano a canne la cui realizzazione fu affidata all’organista Catarinozzi.
La sera del 20 dicembre 1859, a causa delle piogge torrenziali, il fiume Liri straripò, allagando l’abitato e le campagne circostanti, provocando notevoli danni all’edificio di culto. 
I lavori di restauro che si conclusero nel 1894, consentirono la realizzazione del prolungamento del presbiterio di oltre 2 metri, il rifacimento del tetto, un nuovo pavimento di marmo e lo scavo della cripta sotto il presbiterio per deporvi le reliquie della Santa custodite nell’urna marmorea, così pure l’erezione di un nuovo altare di marmo e la decorazione con la doratura degli stucchi estesa per tutta la chiesa.
Nel 1911 fu descritta la chiesa restaurata, ornata con belle decorazioni, col pavimento di marmo e la realizzazione di sei altari in marmo..
Il terremoto, dell’undicesimo grado della scala Mercalli, che la mattina del 13 gennaio 1915 distrusse tanta parte di Sora, ridusse in macerie anche la chiesa di Santa Restituta. Resistettero al crollo solamente l’abside di recente costruzione e la facciata.
Scompariva in un solo momento un monumento che per secoli aveva rappresentato il centro della vita religiosa e civile della città e alla cui storia erano legate le origini del cristianesimo sorano.

## La nuova chiesa
Il nuovo edificio di culto tuttavia non fu più ricostruito sul sito preesistente poiché impedito nel 1926 dall’adozione del nuovo piano regolatore il quale prevedeva, per la sistemazione del centro urbano devastato dai recenti eventi calamitosi, l’ampliamento della piazza occupando gran parte del luogo ove sorgeva la vecchia chiesa e dove peraltro erano iniziati i lavori fondazionali per la nuova.
La collocazione della nuova chiesa fu individuata in un’area poco distante, ove prima sorgevano antichi edifici abitativi tra la nuova piazza e il Lungo Liri.
Ispirato alle antiche basiliche romaniche, fu realizzato a firma dell’ing. Camillo Marsella, con chiari riferimenti stilistici, specie per la realizzazione della facciata, alla locale chiesa di San Domenico.
Per la sua costruzione fu in parte impiegato materiale lapideo proveniente dalle macerie della vecchia chiesa tra cui l’antico portale e gli stipiti delle finestre.

### L'interno
L’attuale chiesa si presenta planimetricamente a tre navate, divise da due file di sette poderosi pilastri alla cui sommità sono posti capitelli di gusto corinzio che sorreggono gli archi a tutto sesto posti a separazione delle navate. Ogni navata è costituita da sette campate con volte a crociera costolonate, separate anch'esse da archi a tutto sesto. 

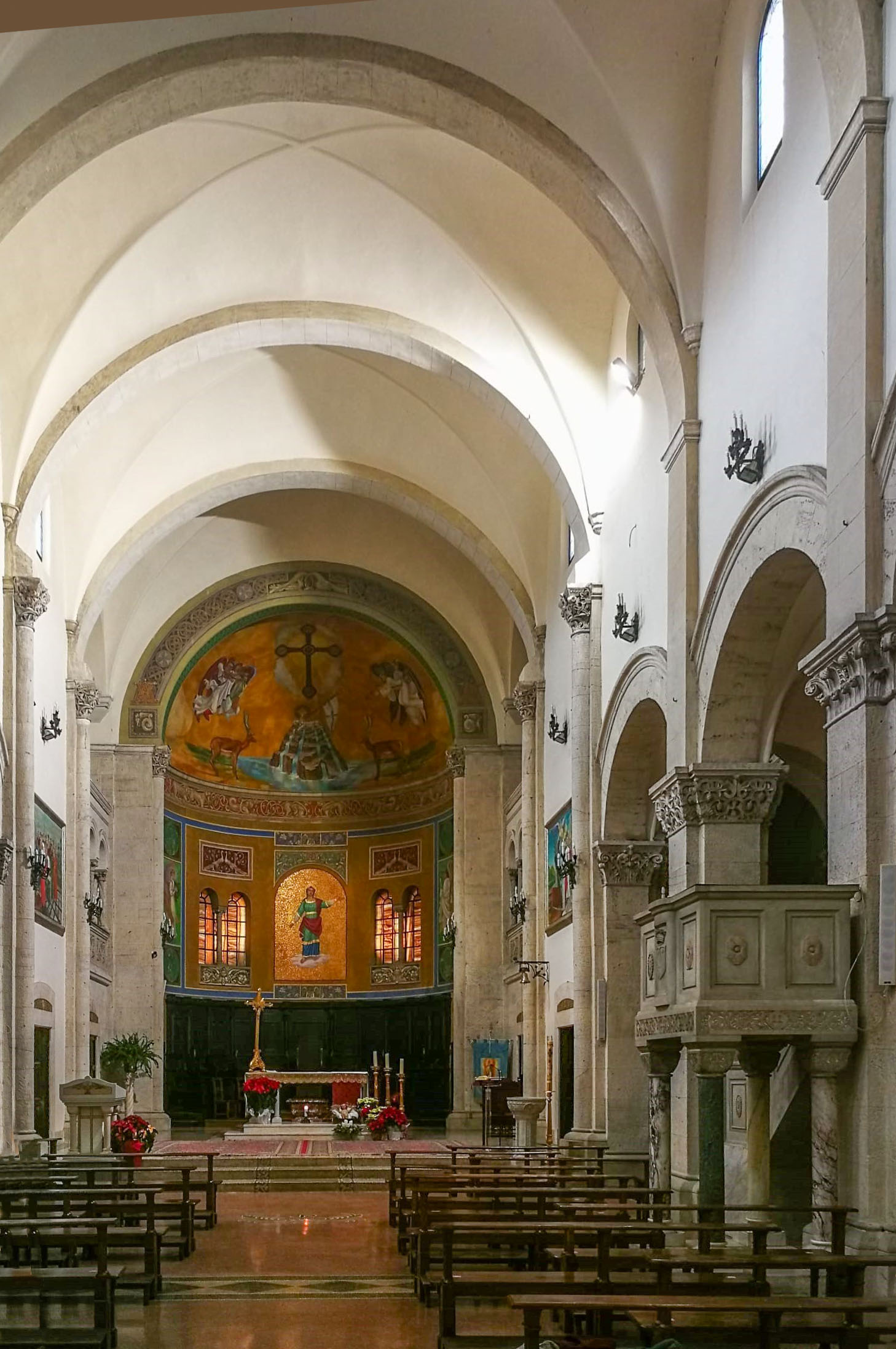
Navata principale con abside e pulpito

Gli archi presenti sulla navata centrale risultano sostenuti da paraste collocate in corrispondenza del secondo registro, poggianti sui capitelli della pilastratura sottostante.
La navata centrale si conclude con un'abside anticipata dal presbiterio, entrambi sollevati di tre gradini rispetto al resto della chiesa. Sullo spazio presbiteriale affaccia una coppia di cantorie, poste frontalmente di evocazione romanica, di cui una occupata dalle canne dell'organo. L'altare maggiore collocato al centro del presbiterio ospita l'urna marmorea, donata da Gaetano Boncompagni Ludovisi duca di Sora, con i resti della Santa.
Le navate laterali, costituite da volte a crociera costolonate, terminano ognuna con una cappella, entrambe leggermente sollevate rispetto al piano pavimentale della chiesa ed intercomunicanti con il presbiterio. La cappella di sinistra dedicata al Sacro Cuore e quella di destra dedicata all'Immacolata presentano decorazioni realizzate da decoratori locali.
Sulla parete absidale sono poste 2 coppie di bifore tra le quali è collocato un elegante mosaico rappresentante la Santa in posizione stante su fondo oro, realizzato nel 1966. Il repertorio decorativo e gli affreschi che decorano la parete rimanente dell'abside furono successivamente completati, negli anni 1969-1970, dal pittore Secondo Raggi Karuz il quale decorò anche la semicupola sovrastante ove è rappresentata una grande croce ai piedi della quale è posto l'Agnello di Dio che sovrasta la Santa Montagna, da cui scaturiscono le acque dei sacramenti alle quali si abbeverano le anime simboleggiate da una coppia di cervi. Dello stesso autore sono anche le due grandi tele ad olio che abbelliscono la zona presbiteriale rappresentanti due momenti della vita di Santa Restituta.

### L'esterno
La facciata a salienti è dotata di tre ingressi di cui quello mediano archivoltato risulta incorniciato dall'antico portale lapideo strombato recuperato dai resti della vecchia chiesa. I portali architravati di accesso alle navate laterali sono entrambi sormontati da archi ciechi, le cui lunette risultano decorate con mosaici raffiguranti i Santi Casto e Cassio, mentre al di sopra del portale centrale è posto un grande rosone circolare lapideo a 12 raggi.
Gli spioventi del corpo centrale, caratterizzato da un cornicione modanato aggettante, sono sostenuti da archetti a tutto sesto poggianti su 12 colonnine pensili simboleggianti i 12 apostoli e sostenute a loro volta da altrettante mensole.
I portali d'ingresso del fronte principale risultano abbelliti da imponenti portoni in bronzo, realizzati dallo scultore Tommaso Gismondi nel 1975 in occasione del XVII centenario del martirio di Santa Restituta. I trentacinque pannelli che compongono il trittico raccontano la vita della Santa oltre a episodi che narrano momenti di storia religiosa e di devozione popolare della città di Sora.

Sui fronti laterali sono collocati altre 2 porte di accesso di cui quella posta sulla facciata di sinistra, sovrastata da un pròtiro,  è sormontata da una lunetta decorata con un mosaico rappresentante il Sacro Cuore.
Alla destra della facciata principale, in posizione notevolmente arretrata, si eleva la torre campanaria a base quadrangolare, che si apre verso l'esterno con due ordini di polifore (dal basso, rispettivamente monofore e bifore) dotati di archi a tutto sesto poggianti su colonnine pensili a fusto liscio e capitelli. Al livello sommitale, in corrispondenza del sistema campanario, sono presenti su ogni fronte tre strette finestre con archi a tutto sesto. Il campanile è inoltre dotato su ogni facciata di un ampio quadrante circolare le cui ore sono scandite dai rintocchi delle campane.
Alla base della torre campanaria è collocato il portale di accesso alla "cappella dei caduti" dedicata a 320 cittadini sorani caduti o dispersi in combattimento nel primo conflitto mondiale del 1915-1918. Una lapide ricorda pure i soldati caduti o dispersi durante l'ultimo conflitto mondiale.

## La venerazione per Santa Restituta
La Santa di origine romana giunse a Sora nella seconda metà del III secolo per evangelizzare la città, sospinta come racconta la tradizione da un Angelo. A Sora, venne ospitata da una vedova il cui figlio Cirillo era affetto da una grave forma di elefantiasi. Le preghiere di Restituta ottennero la grazia facendo tornare in salute l’infermo ma soprattutto gli aprirono il cuore alla Grazie di Dio.
Questo primo segno provocò la conversione di quaranta uomini che provocarono l’ira del console Agacio, il quale, interrogando la giovane donna, fu colpito dalla sua bellezza e se ne innamorò.
Il console tentò inizialmente di sedurla ma vistosi ripetutamente rifiutato la fa rinchiudere in carcere con pesanti privazioni e vessazioni. Tuttavia proprio i carcerieri, ascoltando la parola di Dio testimoniata da Restituta, si convertirono ed accettarono di farsi battezzare per poi essere successivamente condannati alla decapitazione ad antiquissinum phanum fuori città.
La perseverante tenacia della giovane santa, che non si fermò dinanzi alle minacce del console, indussero quest'ultimo a decretare la sua condanna a morte di Restituta e di Cirillo che nel frattempo era divenuto venerabilis presbyter.
Per questo, il 27 maggio dell’anno 275, furono condotti fuori città ad flumen Carnellum ove furono decapitati assieme ad altre persone da lei convertite. Le loro teste furono successivamente gettate nel fiume Fibreno e i corpi lasciati insepolti.
Sette giorni dopo, la giovane martire apparve in sogno al vescovo Amasio rivelandogli il luogo dove avrebbe ritrovato le teste decapitate

## Galleria d'immagini

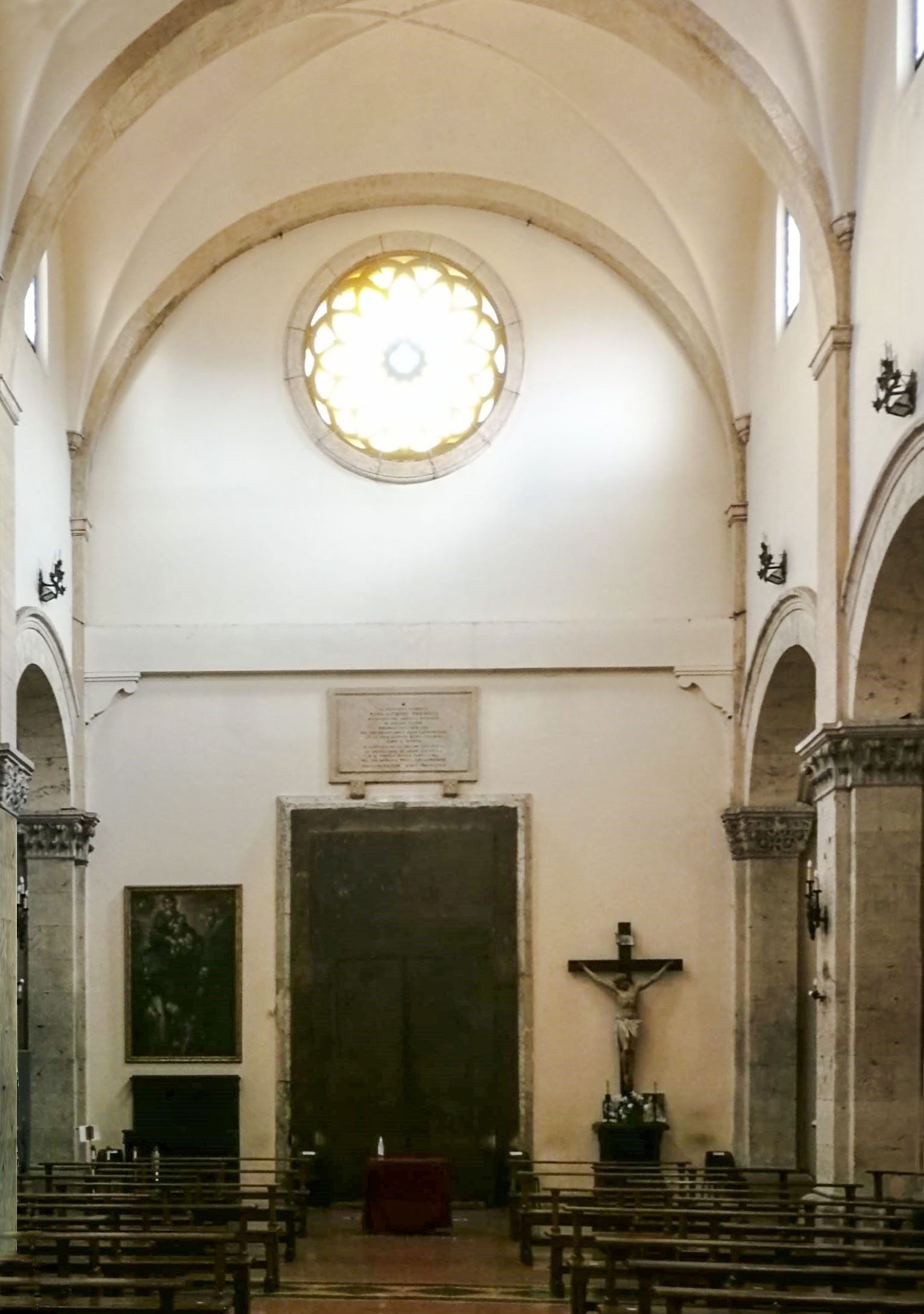
Navata centrale, vista del portone d'ingresso e rosone
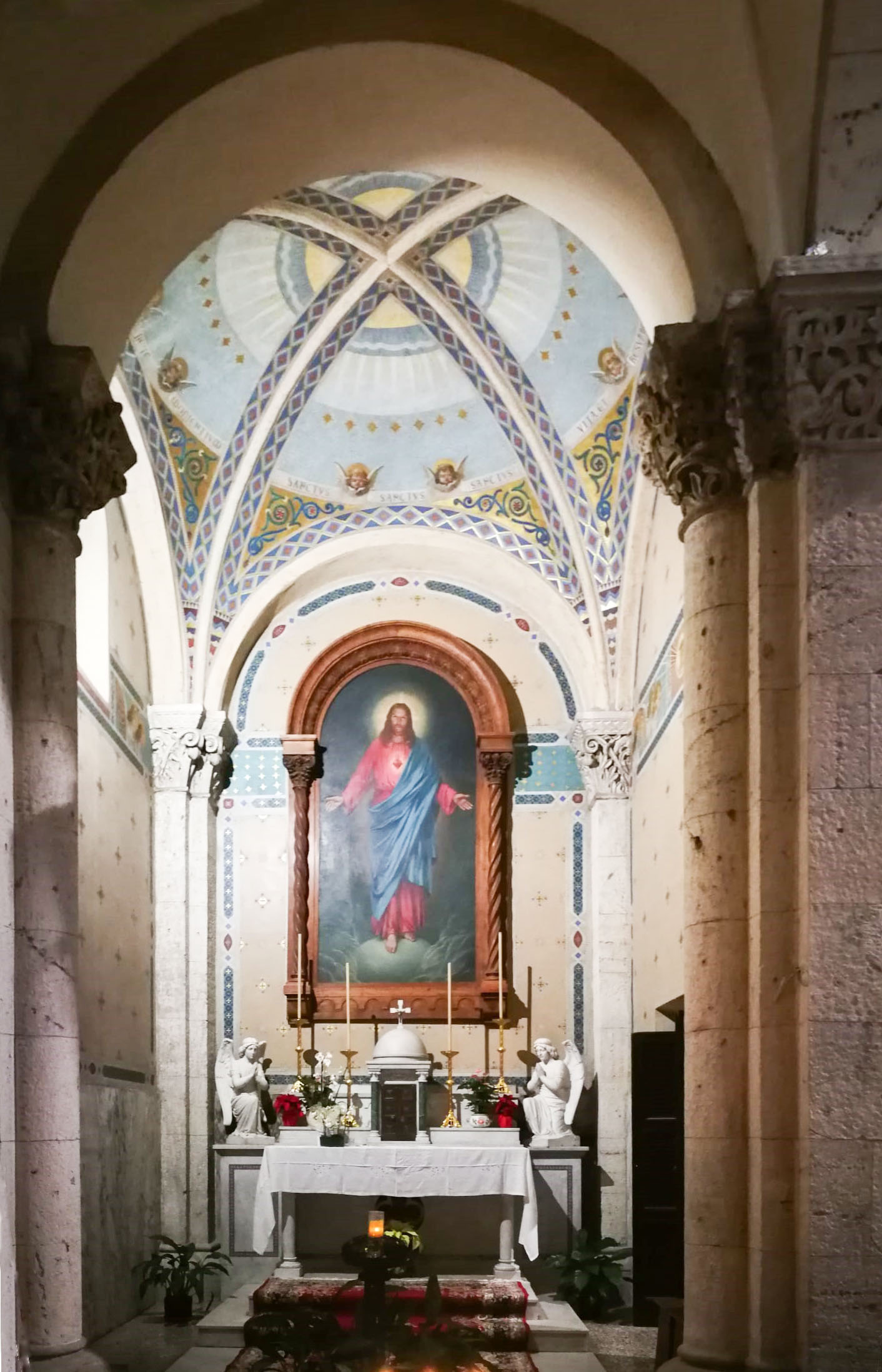
Cappella del Sacro Cuore
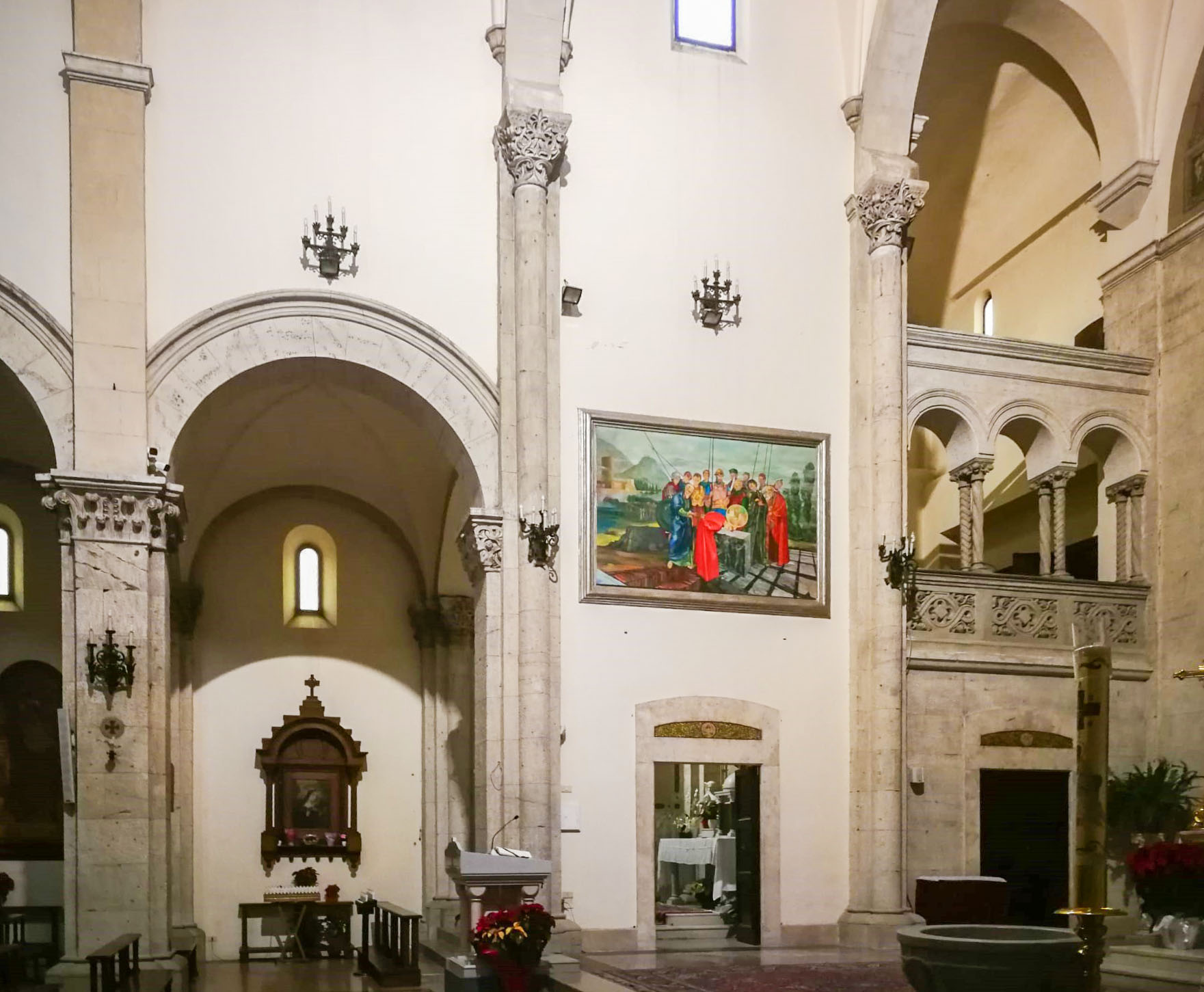
Area presbiteriale e vista della cantoria
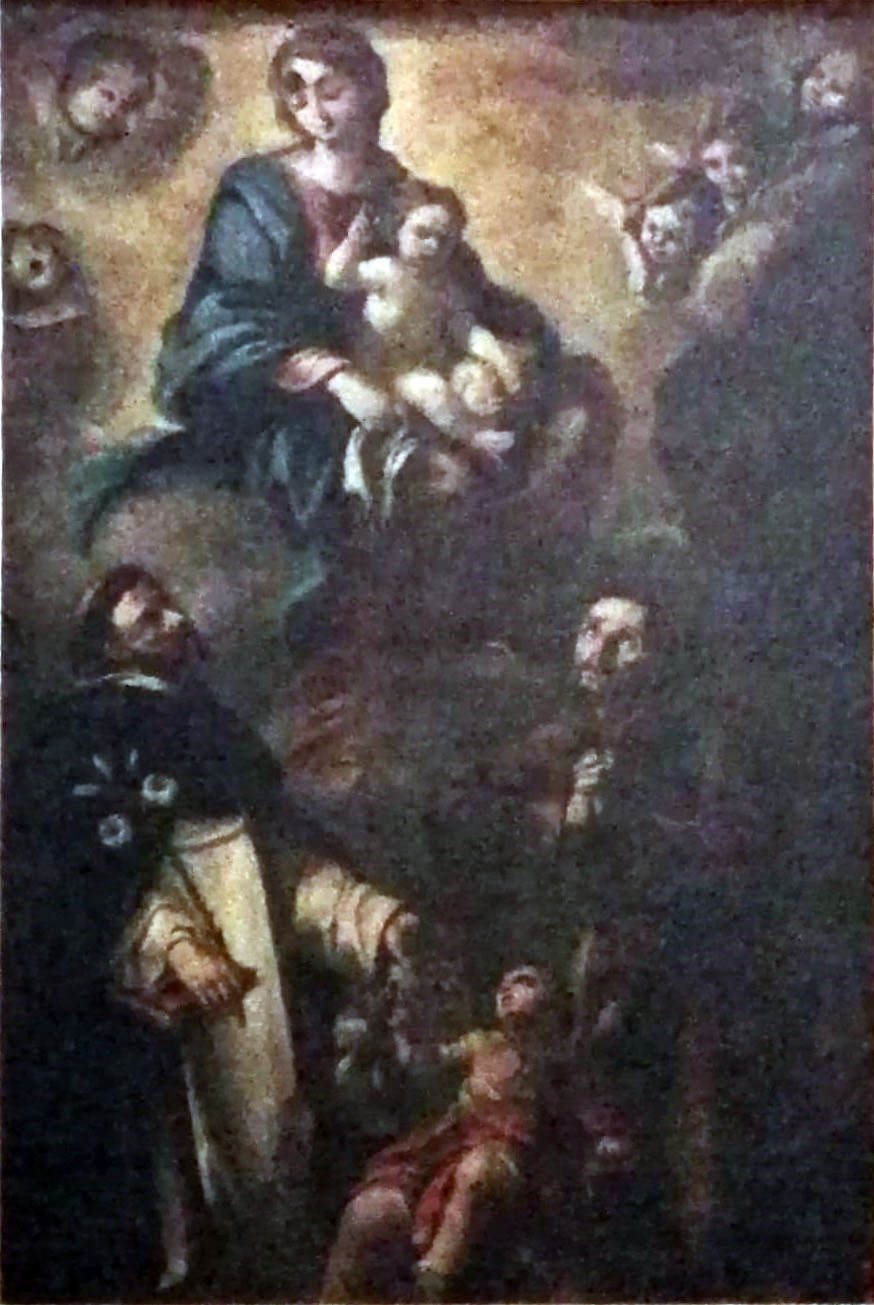
Madonna con Bambino, San Domenico e San Francesco in adorazione ai suoi piedi